# Molslinjen

Routen der Molslinjen

Routen der Bornholmslinjen (2018–2028)

Molslinjen A/S ist eine dänische Reederei mit Sitz in Aarhus, die im Jahr 1963 gegründet wurde und mehrere Fährrouten in Nord- und Ostsee betreibt. Gemessen an der Zahl der beförderten Personen war sie im Jahr 2020 die größte dänische Fährgesellschaft.
Das Unternehmen gehört seit Ende 2020 zum Konzern der schwedischen Beteiligungsgesellschaft EQT Partners AB, die diese Beteiligung 2022 mit der norwegischen Reederei Torghatten unter dem Dach der norwegischen Holding Nordic Ferry Infrastructure Holding AS zusammenführte.

## Geschichte
Im Jahr 1964 wurde Molslinjen eine Tochtergesellschaft der DFDS und blieb bis 1984 in deren Besitz, anschließend wurde die Gesellschaft an die Reederei J. Lauritzen verkauft. 1988 übernahm Difko die Reederei in Form von Aktienpaketen, die überwiegend von Mitarbeitern erworben wurden. Nach der Etablierung der Storebæltsverbindung und der Notwendigkeit der Konsolidierung wurde das Unternehmen im Jahr 1994 in eine Aktiengesellschaft umgewandelt und an der Kopenhagener Börse notiert. 1998 übernahm Molslinjen den Konkurrenten Cat-Link, der bis dahin die Strecke Kalundborg–Aarhus mit Katamaranfähren bedient hatte. Ein Jahr später wurden die Strecken der DSB Reederei und der Scandlines im Kattegat übernommen. Zuvor war nur die Route Odden–Ebeltoft betrieben worden.
Schon seit langem existierte eine feste Fährverbindung zwischen Jütland und Seeland. Bereits 1874 eröffnete DFDS eine Verbindung zwischen Aarhus und Kalundborg mit Passagierdampfschiffen, und im Jahr 1934 nahm Grenaa-Hundested Linien den Fährbetrieb zwischen Djursland und Nord-Seeland auf. Diese Linie bekam 1964 Konkurrenz durch die Juelsminde-Kalundborg Linien mit den Fähren Julle und Kalle, und zwei Jahre später nahm Molslinjen den Betrieb zwischen Ebeltoft und Odden auf. Molslinjen wurde von DFDS aufgebaut, die 1960 die Linie zwischen Aarhus und Kalundborg an die Dänische Staatsbahn DSB abgegeben hatte.
Mit der Ölkrise Anfang der 1970er Jahre sank das Verkehrsaufkommen auf allen Strecken, sodass die Grenaa-Hundested und die Juelsminde-Kalundborg-Linie, die sich 1970 zur Gesellschaft Jydsk Færgefart (Jütländische Fährfahrt) zusammengeschlossen hatten, ab 1979 mit Molslinjen zusammenarbeiteten, was bedeutete, dass nur noch ein Schiff zwischen Grenaa und Hundested verkehrte. Ab 1983 gab es keine Personenbeförderung zwischen Juelsminde und Kalundborg mehr, und 1996 wurde die Verbindung zwischen Grenå und Hundested ebenfalls eingestellt.
Im Jahr 2010 beförderte Molslinjen 2.039.687 Passagiere, 757.823 Pkw und 251.714 Lastwagen. Im selben Jahr hatte die Reederei einen Umsatz von 653 Millionen Dänischen Kronen und beschäftigte rund 500 Mitarbeiter.
Im September 2011 wurde die Route Aarhus-Kalundborg von der Gesellschaft Kattegatruten der Flensburger Förde Reederei Seetouristik übernommen; im Zuge dessen wurden die beiden Kombifähren Maren Mols und Mette Mols verkauft. Im Oktober 2013 wurde die Fährverbindung Aarhus–Kalundborg dann von der übernehmenden Reederei eingestellt. Bis September 2011 wurde auch die Fähr- und Frachtroute Kalundborg–Aarhus bedient.
Seit Ende 2015 wurden 78,9 % der Anteile von der Private-Equity-Gesellschaft Polaris gehalten.

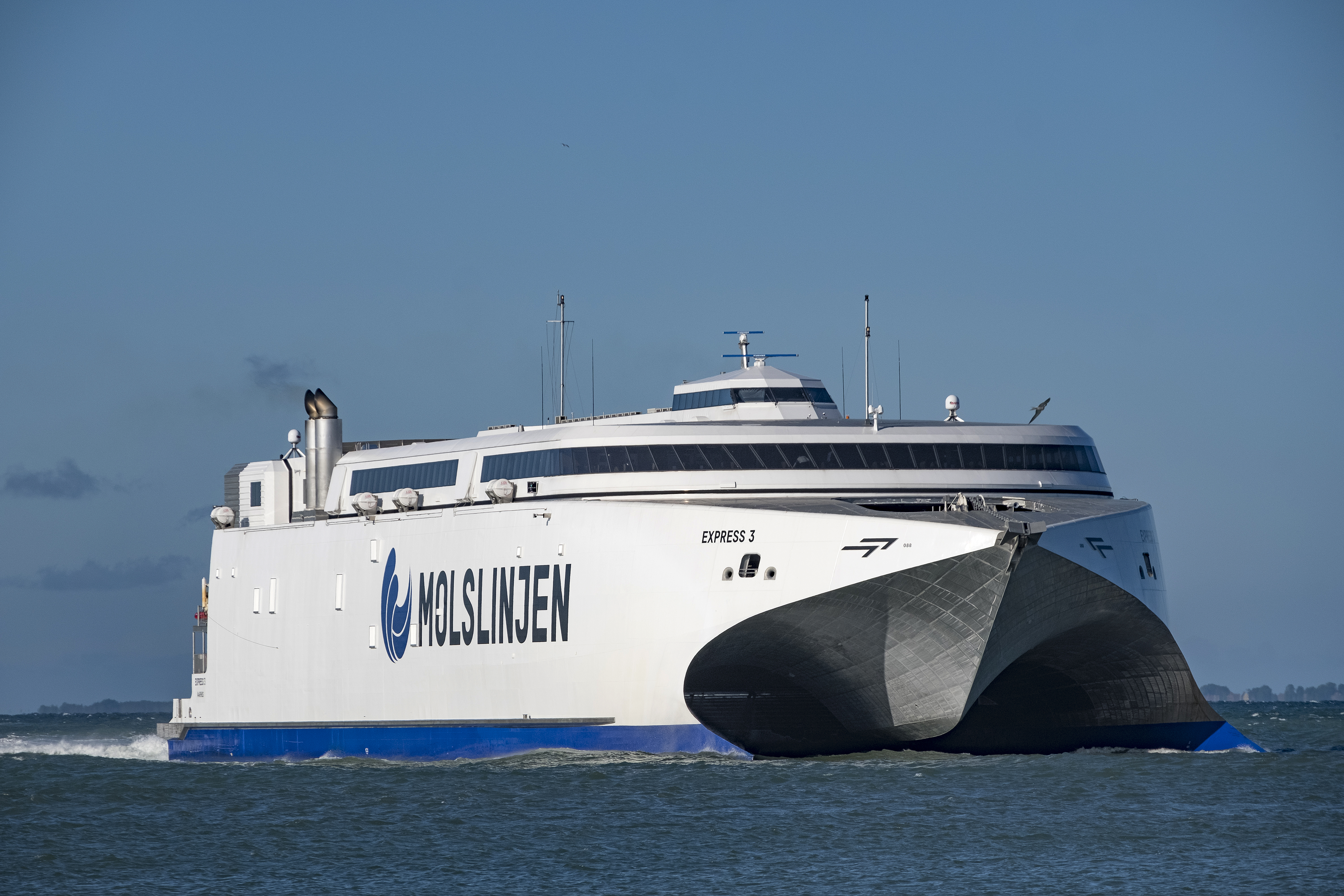
Express 3

2017 gewann Molslinjen die Ausschreibung für den Betrieb nach Bornholm, der zuvor von Færgen betrieben wurde. Molslinjen betreibt die Routen seit September 2018 unter der Marke Bornholmslinjen. Dafür wurde im Juni 2016 bei Rauma Marine Constructions der Neubau Hammershus mit Ablieferung 2018 bestellt, die Povl Anker von BornholmerFærgen wurde übernommen. Außerdem wurden bei Austal Schnellfähren bestellt. Sie sollen bisher eingesetzte Schnellfähren ablösen, die auf die Bornholm-Routen wechseln sollen. Am 30. Januar 2019 übernahm Molslinjen den Neubau Express 4 von Austal. Im Oktober 2019 wurde bei Austal die Express 5 für Bornholmslinjen bestellt.
Im Oktober 2018 stimmte die dänische Kartellbehörde Konkurrence- og Forbrugerstyrelsen der Übernahme aller Anteile des Mitbewerbers Danske Færger A/S durch Molslinjen zu. Danske Færger A/S betrieb zu dieser Zeit unter der Marke Færgen Verbindungen mit Als, Fanø, Langeland und Samsø, die von Molslinjen als Alslinjen, Fanølinjen, Langelandslinjen und Samsølinjen weitergeführt wurden. Die Fusion erfolgte am 17. Dezember 2018.
Im Dezember 2020 gab EQT Partners AB die Übernahme der Molslinjen A/S bekannt.
2022 übernahm Molslinjen auch ForSea, die eine Verbindung über den Øresund von Helsingør nach Helsingborg anboten. Diese Strecke wird nunmehr unter der Marke Öresundslinjen betrieben.

## Routen

### Molslinjen
- Aarhus – Odden
- Ebeltoft – Odden

### Bornholmslinjen
- Sassnitz – Rønne
- Køge – Rønne
- Ystad – Rönne

### Samsølinjen
- Kalundborg – Ballen

### Alslinjen
- Fynshav – Bøjden

### Langelandslinjen
- Spodsbjerg – Tårs

### Fanølinjen
- Esbjerg – Nordby

### Öresundslinjen
- Helsingborg – Helsingør

## Schiffsflotte

### Molslinjen
| Name      | Baujahr | Vermessung | Passagiere | Pkw | Geschwindigkeit | Herstellerin                            | Bemerkungen | Nachweise |
| --------- | ------- | ---------- | ---------- | --- | --------------- | --------------------------------------- | --- | --------- |
| Express 2 | 2013    | 10.500 BRZ | 1.000      | 417 | 36 kn           | Incat Tasmania Derwent Park, Australien | - Von 2013 bis 2017 als KatExpress 2 eingesetzt. | [ 18 ]    |
| Express 3 | 2017    | 10.842 BRZ | 1.000      | 417 | 40 kn           | Incat Tasmania Derwent Park, Australien | | [ 19 ]    |
| Express 4 | 2019    | 11.345 BRZ | 1.006      | 425 | 37 kn           | Austal Henderson, Australien            | | [ 20 ]    |
| Max       | 1998    | 5.617 BRZ  | 800        | 220 | 48,1 kn         | Incat Tasmania Derwent Park, Australien | - 1998 von Cat-Link A/S als Cat-Link IV eingesetzt. - Von 1999 bis 2019 als Max Mols eingesetzt (Molslinjen, Marine Atlantic, Scandlines, Riga Sea Line, P&O Ferries, Bornholmslinjen). | [ 21 ]    |

### Bornholmslinjen
| Name       | Baujahr   | Vermessung | Passagiere | Pkw | Geschwindigkeit | Herstellerin                               | Nachweise |
| ---------- | --------- | ---------- | ---------- | --- | --------------- | ------------------------------------------ | --------- |
| Express 1  | 2009/2018 | 10.879 BRZ | 1400       | 417 | 40 kn           | Incat Tasmania Derwent Park, Australien    | [ 22 ]    |
| Express 5  | 2023      | 13.488 BRZ | 1.610      | 450 | 37 kn           | Austal Philippines Balambam, Philippinen   | [ 23 ]    |
| Hammershus | 2018      | 18.009 BRZ | 720        | 353 | 18,5 kn         | Rauma Marine Constructions Rauma, Finnland | [ 24 ]    |
| Povl Anker | 1978      | 12.358     | 1.500      | 260 | 19,5 kn         | Aalborg Værft A/S Aalborg, Dänemark        | [ 25 ]    |

### Samsølinjen
| Name    | Baujahr   | Vermessung | Passagiere | Pkw     | Geschwindigkeit | Herstellerin                            | Nachweise |
| ------- | --------- | ---------- | ---------- | ------- | --------------- | --------------------------------------- | --------- |
| Samsø   | 2009/2014 | 4.630 BRZ  | 600        | 122/110 | 17 kn           | Frantzis Shipyards Perama, Griechenland | verkauft  |
| Nerthus | 2025      |            | 600        | 188     |                 | Cemre Shipyard, Istanbul                | [ 27 ]    |

### Alslinjen
| Name          | Baujahr   | Vermessung | Passagiere | Pkw   | Geschwindigkeit | Herstellerin                                   | Nachweise |
| ------------- | --------- | ---------- | ---------- | ----- | --------------- | ---------------------------------------------- | --------- |
| Frigg Sydfyen | 1984      | 1.676 BRZ  | 325        | 50    | 13,5 kn         | Svendborg Skibsværft A/S Svendborg, Dänemark   | [ 28 ]    |
| Fynshav       | 1998/2015 | 3.380 BRZ  | 450/400    | 96/90 | 14,8 kn         | Ørskov staalskibsværft Frederikshavn, Dänemark | [ 29 ]    |

Neubau

### Langelandslinjen
| Name      | Baujahr | Vermessung | Passagiere                | Pkw | Geschwindigkeit | Herstellerin                                      | Nachweise |
| --------- | ------- | ---------- | ------------------------- | --- | --------------- | ------------------------------------------------- | --------- |
| Langeland | 2012    | 4.500 BRZ  | 600 (Sommer) 400 (Winter) | 122 | 16 kn           | J.J. Sietas KG Schiffswerft GmbH & Co. KG Hamburg | [ 31 ]    |
| Lolland   | 2012    | 4.500      | 600 (Sommer) 400 (Winter) | 122 | 16 kn           | J.J. Sietas KG Schiffswerft GmbH & Co. KG Hamburg | [ 32 ]    |

### Fanølinjen
| Name   | Baujahr | Vermessung | Passagiere | Pkw | Geschwindigkeit | Herstellerin                               | Nachweise |
| ------ | ------- | ---------- | ---------- | --- | --------------- | ------------------------------------------ | --------- |
| Fenja  | 1998    | 751 BRZ    | 396        | 35  | 11,5 kn         | Morsø Værft A/S Nykøbing Mors, Dänemark    | [ 33 ]    |
| Menja  | 1998    | 751 BRZ    | 396        | 35  | 11,5 kn         | Morsø Værft A/S Nykøbing Mors, Dänemark    | [ 34 ]    |
| Grotte | 2021    | 925 BRZ    | 300        | 35  | 11,5 kn         | Hvide Sande Shipyard Hvide Sande, Dänemark | [ 35 ]    |

### Öresundslinjen
| Name                  | Baujahr | Vermessung | Passagiere | Pkw | Geschwindigkeit | Herstellerin                                     | Nachweise |
| --------------------- | ------- | ---------- | ---------- | --- | --------------- | ------------------------------------------------ | --------- |
| Tycho Brahe           | 1991    | 11.148 BRZ | 1250       | 240 | 13,5 kn         | Langsten Slip & Båtbyggeri, Tomrefjord, Norwegen | [ 36 ]    |
| Hamlet                | 1997    | 10.067 BRZ | 1000       | 238 | 15 kn           | Finnyards Rauma, Finnland                        | [ 37 ]    |
| Aurora af Helsingborg | 1992    | 11.148 BRZ | 1250       | 240 | 14 kn           | Langsten Slip & Båtbyggeri, Tomrefjord, Norwegen | [ 38 ]    |

## Ehemalige Schiffe
Die beiden im Jahr 2012 ausgemusterten, rund 76 Meter langen, Schnellfähren Mai Mols und Mie Mols vom SWATH-Typ „Seajet 250“ boten Platz für 450 Passagiere und 120 Pkw, hatten zwei GE-Gasturbinen mit je 12.400 kW für Geschwindigkeiten bis 43 Knoten. Beide Fähren benötigten 45 Minuten für die Strecke von Odden nach Ebeltoft und 65 Minuten für die Verbindung zwischen Odden und Aarhus. Die Mie Mols wurde im November 2013 in Frederikshavn verschrottet, Mai Mols folgte Mitte 2014. Die beiden aus Aluminium gefertigten Schiffe waren durch ihren hohen Treibstoffverbrauch zu teuer geworden. Da sich kein Käufer für die mit rund 7½ Mio. Euro angebotenen Fähren fand, wurden sie nach 18 Jahren verschrottet.